# Hombre de Osterby

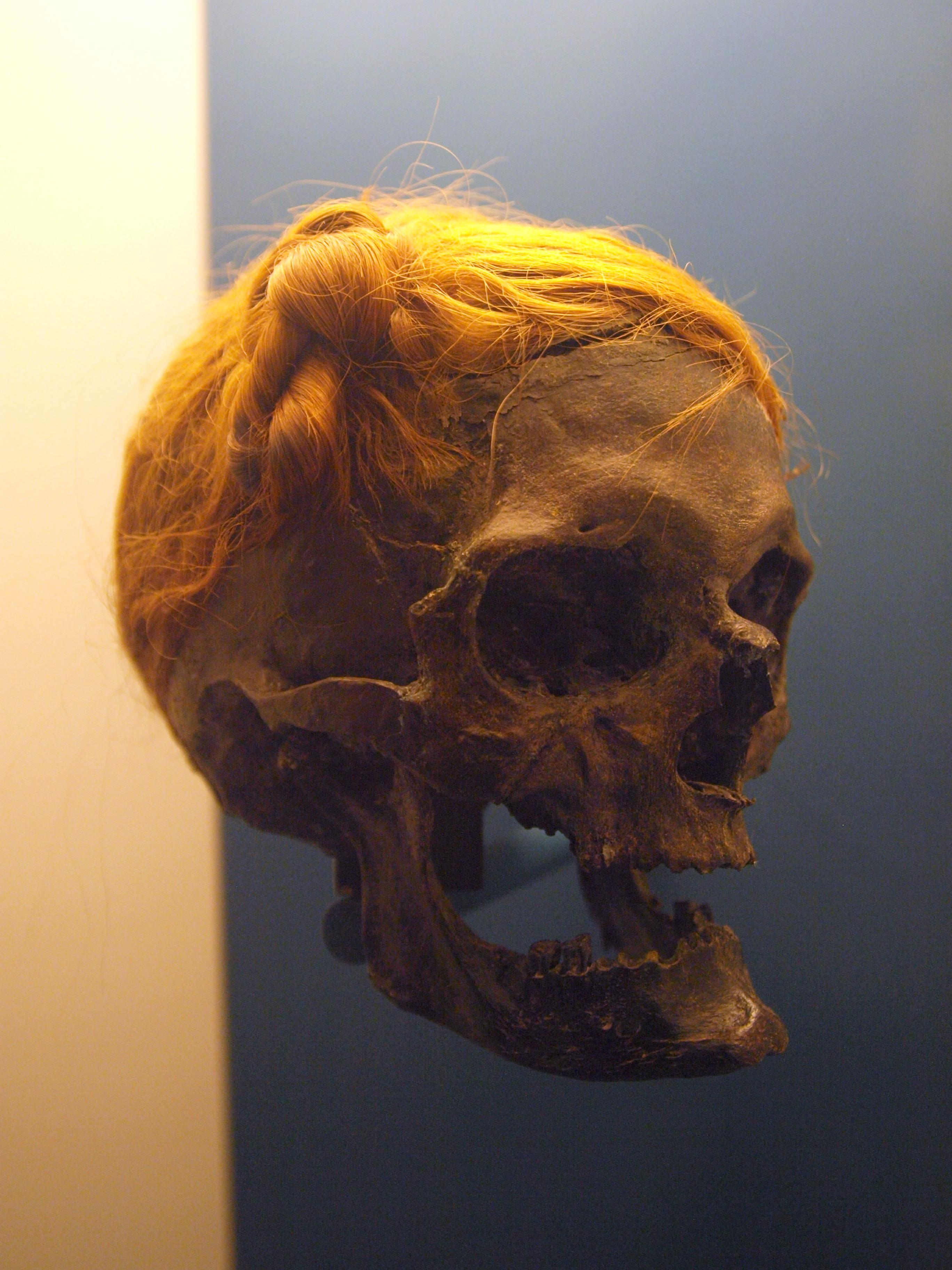
El Hombre de Osterby.

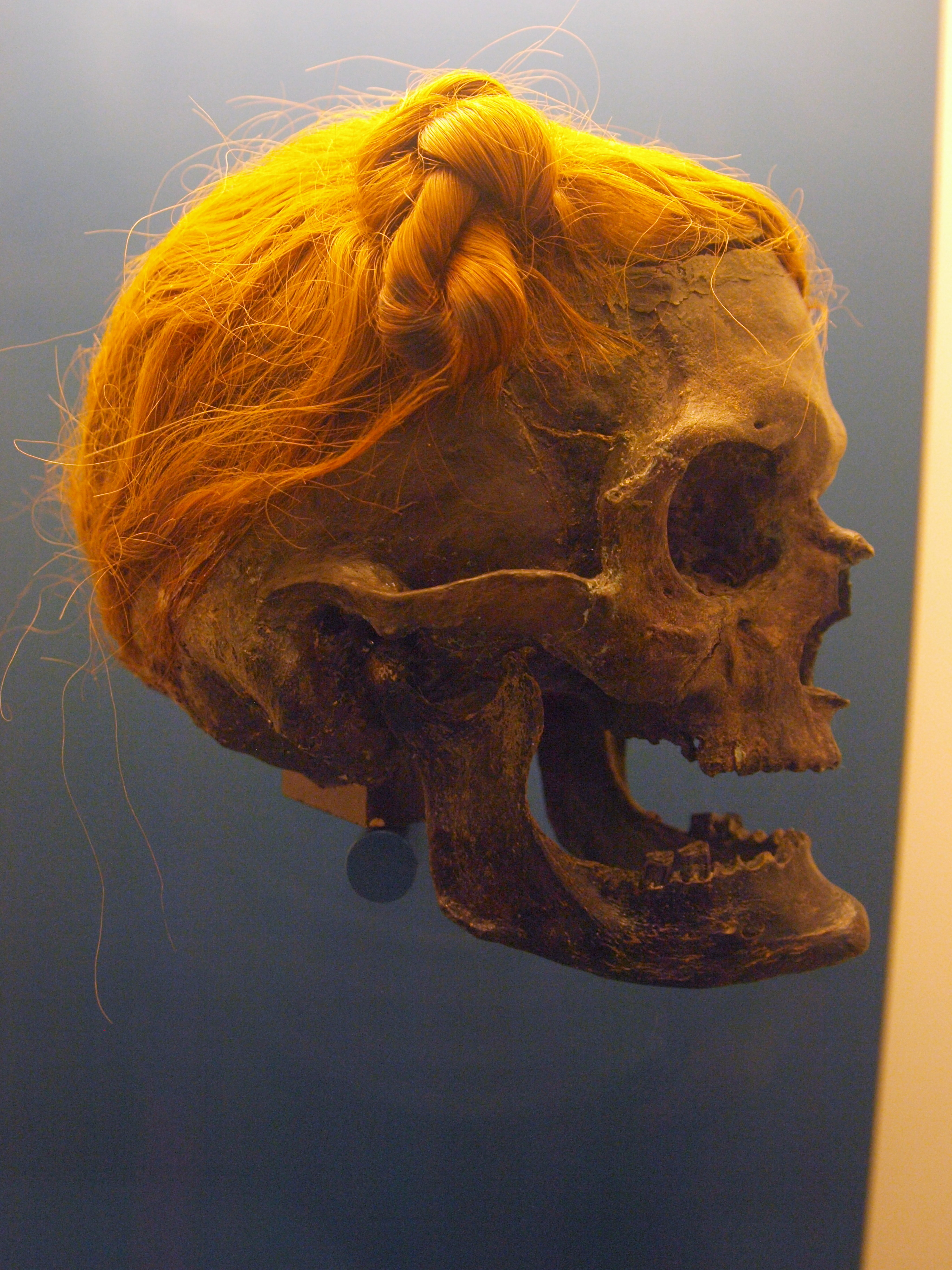

El Hombre de Osterby es el cráneo de un hombre de la Edad del Hierro, encontrado en 1948 en Schleswig-Holstein (Alemania). 

## Historia
El pelo perfectamente conservado de la calavera luce un elegante trenzado enroscado sin el uso de un sujetador, en un estilo distintivo de la Edad del Hierro denominado nudo suevo. El historiador romano Tácito escribió que los hombres libres pertenecientes al pueblo suevo llevaban el cabello de esa manera, y que los guerreros jóvenes de otras tribus germánicas copiaron el estilo. ‘‘Así visten cuando van a guerrear –escribió Tácito–, y decoran sus cabezas para aumentar en estatura y terror a los ojos del enemigo’’.
El nudo suevo lo lucen guerreros germánicos en varias representaciones romanas, y lo muestra otro cuerpo del pantano, el Hombre de Dätgen (aunque lo lleva en la nuca). La ciudad de Osterby ha incluido el nudo suevo en su escudo de armas desde 1998.

## Descripción
El cráneo fue descubierto el 28 de mayo de 1948, envuelto en una capa de piel de ciervo en una ciénaga de Schleswig-Holstein, en el norte de Alemania, por los hermanos Otto y Max Müller, mientras cortaban turba en la parcela familiar. A una profundidad de unos 65 cm, Max notó restos de piel colgando de su pala. Ambos rebuscaron entonces en la turba y sacaron más jirones y el cráneo. Detlef Thomes, agricultor de Damendorf, avisó al museo. Los investigadores del Landesmuseum de Schleswig examinaron la cabeza y determinaron que pertenecía a un hombre de entre 50 y 60 años de edad. Se apreció que la cabeza del hombre de Osterby no solo fue decapitada, sino que había sido golpeado brutalmente en la sien izquierda por un instrumento cortante. A pesar de una intensa búsqueda en la zona, no se encontró el cuerpo. Para su estabilización y conservación, el cráneo fue rellenado con yeso.
Originalmente, el color del cabello hubiera podido ser rubio (con algo de gris), pero las aguas del pantano lo convirtieron en un espectacular tono rojizo. 
Recientes análisis efectuados al cráneo revelaron que el hueso de la mandíbula no pertenece a la calavera. El cráneo se conserva en el Landesmuseum de Schleswig-Holstein, Alemania.